# Karol Kotula

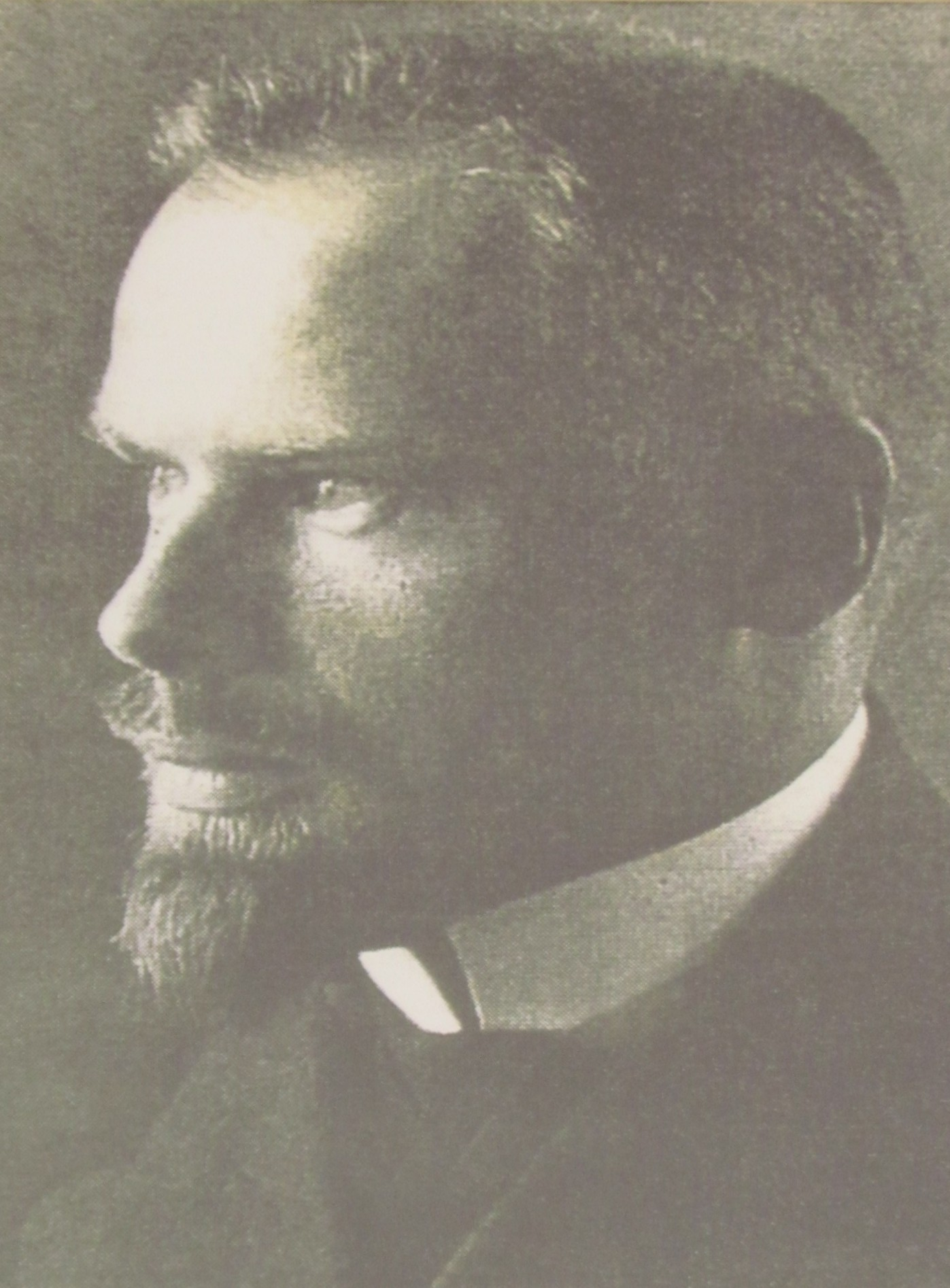

Karol Kotula (* 26. Februar 1884 in Cierlicko, Österreichisch-Schlesien; † 8. Dezember 1968 in Warschau, Volksrepublik Polen) war ein polnischer lutherischer Geistlicher und Bischof der Evangelisch-Augsburgischen Kirche in Polen.

## Leben
Er entstammte einer großen Bauernfamilie im Teschener Schlesien und besuchte die Mittelschule in Teschen. Von 1905 bis 1909 studierte Karol Kotula evangelische Theologie in Wien und in Halle. Am 22. Mai 1910 wurde er mit seiner Ordination Vikar in Drogomyśl. Ab 1912 war er Katechet an einem Realgymnasium in Orłowa. 1919 wurde er zum Berater und dann zum Visitator der polnischen Bildung in Posen ernannt. Im selben Jahr war Mitbegründer und erster Präsident der Polnischen Evangelischen Gesellschaft in Posen. Auf seine Initiative hin wurde in Ostrzeszów (Sitz der Superintendentur mit der größten Anzahl polnischsprachiger Lutheraner Großpolens) ein Lehrerseminar eingerichtet. 1927 zog er als Kaplan der Organisation Evangelischer Polen nach Łódź und war ab 1937 in der dortigen polnischen Gemeinde tätig. Während des Zweiten Weltkriegs blieb er in Cierlicko (heute Těrlicko in Tschechien, siehe Olsagebiet), kehrte 1945 nach Łódź zurück und organisierte dann das evangelische kirchliche Leben in Oberschlesien.
Karol Kotula wurde am 18. November 1951 von der Synode in Warschau in das Amt des Bischofs der Evangelisch-Augsburgischen Kirche in Polen gewählt. Am 26. April 1953 wurde er in der Evangelisch-Reformierten Kirche in Warschau – die evangelisch-augsburgische Dreifaltigkeitskirche war 1939 nach einem deutschen Bombenangriff niedergebrannt und wurde nach dem Krieg von den Behörden der Volksrepublik Polen beansprucht – vom Präsidenten der Synode, dem stellvertretenden Bischof Zygmunt Michelis, unter Assistenz aller Senioren (Diözesanbischöfe) in das Bischofsamt eingeführt.
Am 2. Mai 1959 trat er in den Ruhestand und führte seinen Nachfolger Andrzej Wantuła am 1. November 1959 in das Bischofsamt ein. Er wirkte noch weitere neun Jahre auf verschiedenen Gebieten der kirchlichen Arbeit.
Karol Kotula starb am 8. Dezember 1968, nachdem er von einem Auto angefahren worden war. Er wurde auf dem evangelischen Friedhof in Warschau beigesetzt.

## Veröffentlichungen
- Polski lud ewangelicki w południowo-wschodniej części województwa poznańskiego (1929)
- Jan Śliwka pionier polskiego szkolnictwa na Śląsku Cieszyńskim (1933)
- Co to jest Biblia? Istota, powstanie i treść (1961)
- W ciszy i skupieniu (1964)
- Od marzeń do ich spełnienia. Wspomnienia z lat 1884–1951 (1998, postum)

## Ehrungen
- Ehrendoktorwürde der Christlichen Theologischen Akademie Warschau